# Blaubär und Blöd

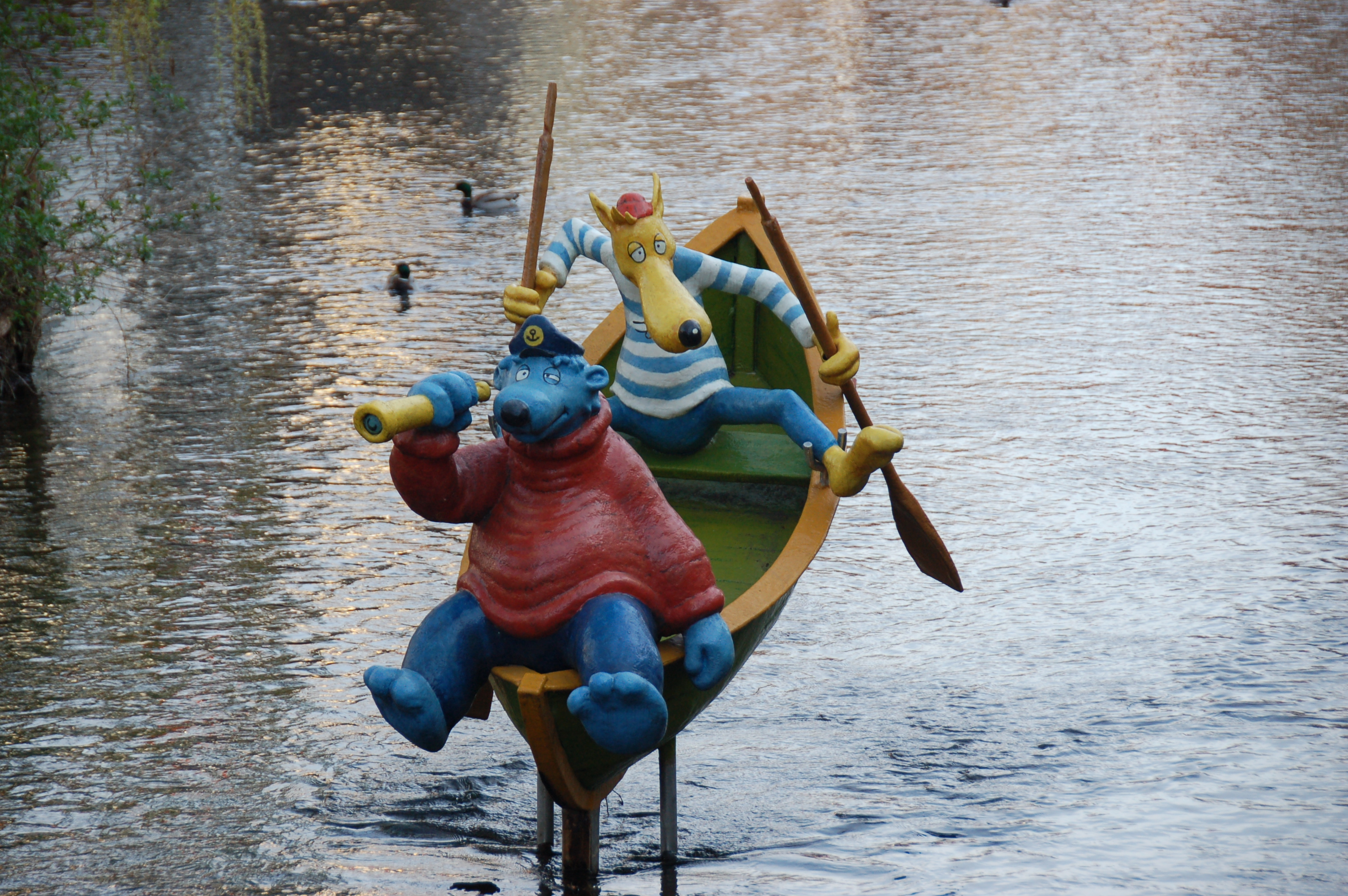
Käpt’n Blaubär und Hein Blöd auf der Gera in Erfurt

Blaubär und Blöd war eine Kindersendung, die von 2002 bis 2008 als Fortsetzung des Käpt’n Blaubär Clubs ausgestrahlt wurde. Grundlage für die Sendung war die Puppentrickserie Käpt’n Blaubärs Seemansgarn, die Teil der Sendung mit der Maus ist.

## Die Figuren
Neben den bereits bekannten Figuren Käpt’n Blaubär (Wolfgang Völz), Hein Blöd (Edgar Hoppe), dem Flöt, der Blume Karin (Edith Hancke) und den Bärchen Gelb, Grün und Rosa waren auch die Charaktere Katharina (Nina Bott), Dieter Dumm (Sascha Zeus), Didi Dämlich (Michael Wirbitzky), sowie Schnatterschnute, einem übergroßen Mund mit Sonnenbrille (gesprochen von Peer Augustinski) zu sehen.
Diese Figuren spielten verschiedene Rubriken, z. B.:
- Dumm und Dämlich, Käpt’n Blaubär, Dieter Dumm und Didi Dämlich
- Bärenbass und Blöde Sprüche, Käpt’n Blaubär als Gast einer Disco und Hein Blöd als Kellner, der die Bestellung des Gastes missversteht und immer etwas bringt, was sich reimt auf den Wunsch, etwa statt eines Lappens einen Wappen bringt.
- Blaubärs kuriose Kombüsenküche, Käpt’n Blaubär als Koch und Hein Blöd als sein Assistent, eine Parodie auf Kochsendungen, übernommen aus dem Käpt'n Blaubär Club
- Blaubärs Welt, Käpt’n Blaubär erklärt in einer Außenreportage, deren Slogan "Denn nichts ist, wie es wirklich ist" eine alltägliche Sache, die in seiner, in eigenen Worten wahren, Erklärung einen ganz anderen Sinn hat, etwa dass ein Geldautomat ein Castinggerät ist oder dass eine Verkehrsampel ein "Dreiauge" ist.
- Dr. med Schlaubär, Käpt’n Blaubär als Fach- und Lacharzt und Hein Blöd, Karin und den Bärchen als Patienten. Meistens ist das Rosa Bärchen auch als Schwester Fräulein Rosa dabei, die nur zu Beginn des Sketches vorkommt.
- Christoph Kolumbär – Der große Entdecker, Käpt’n Blaubär als Entdecker Kolumbär, der Sachen entdeckt, und Hein Blöd und den Bärchen als dessen Mannschaft, eine Parodie in schwarz-weiß auf Entdeckerfilme
- Die aktuelle Umfrage, Hein Blöd stellt als Reporter den anderen Charakteren (Käpt’n Blaubär, Bärchen und Karin) eine Umfrage, deren Antwort natürlich Nein ist. Die aktuelle Umfrage spielt im fiktiven Ort Uffkupuffkutuffendorf.
- Kurz (Furz) und Knut, Karin und Knut
- Hein und die Liebe, Hein Blöd als er selbst und Nina Bott als die Frau seines Herzens, immer mit unterschiedlichen Berufen.
- Heins Blödsinn, Hein selbst gibt seine Theorien zu einem bestimmten Thema ab (beim Thema Zwerchfell beispielsweise behauptet er, dass es ein Fell sei, dass einem Zwerg gehört). Jede Ausgabe beendet er mit den Worten „Aber fracht lieber noch einmal eure Eltern, denn ganz sicher bin ich mir nich.“
- Der Möglichmacher, Käpt’n Blaubär und seine Crew erhalten den Auftrag, eine bestimmte Aufgabe (wie z. B. einen Nachbau der Freiheitsstatue) innerhalb von zwei Minuten zu erledigen.
- Die großen Momente der Filmgeschichte, Hein Blöd spielt an der Seite von prominenten Schauspielern (u. a.  Michael Müller) bekannte Filmklassiker wie Batman, Kevin allein zu Haus, Harry Potter etc. nach, wobei beim Dreh entweder durch Fehler Heins oder der Bärchen, die für die Kulisse zuständig sind, ständig Fehler unterlaufen.

Außer den Geschichten mit Käpt’n Blaubär wurden in der Sendung verschiedene Kinderserien gezeigt, unter anderem Shaun das Schaf, Die kleinen Strolche, Myo & Ga, Panik in der Pampa oder Planet Sketch – Die Gag-Show.